# Janez Jereb
Janez Jereb, slovenski strokovnjak za izobraževanje kadrov, * 6. april 1943, Golnik, † 14. junij 2001, Kranj.

## Življenjepis
Jereb je leta 1970 diplomiral na ljubljanski Strojni fakulteti ter 1984 doktoriral na FOV v Kranju, na kateri se je 1979 tudi zaposlil in tam postal 1997 redni profesor.
Jereb se je med drugim ukvarjal tudi z organizacijo izobraževanja zaposlenih, informatiko in avtomatizacijo pisarniškega poslovanja. Objavil je več kot 20 samostojnih publikacij, med katerimi je največ učbenikov in preko 200 strokovnih člankov. Njegov model razvoja kadrov in računalniško podprtega kadrovskega informacijskega sistema so uvedli v več slovenskih podjetjih.